# Avinash Dixit

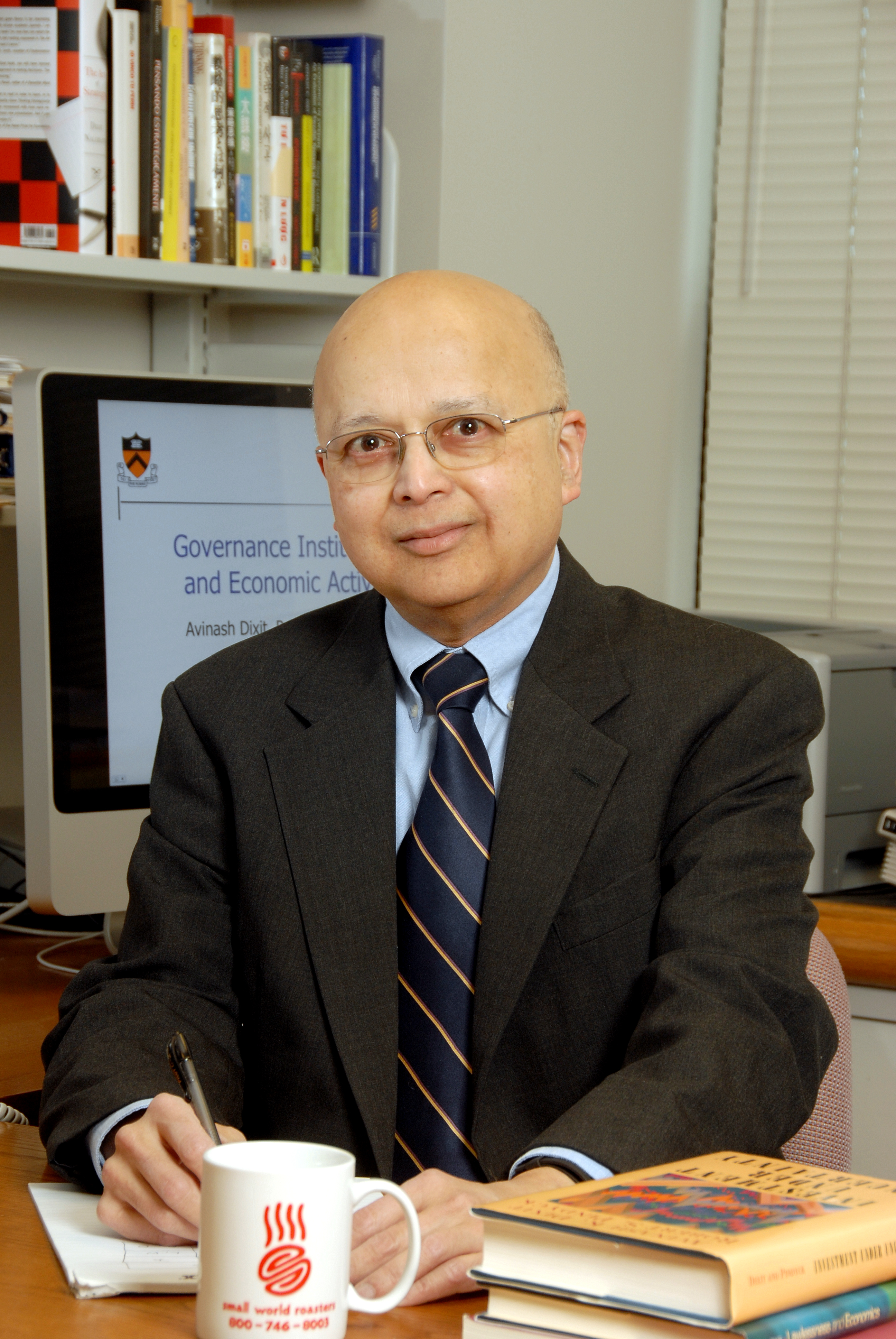
Avinash Dixit

Avinash Kamalakar Dixit (* 6. August 1944 in Bombay, heute Mumbai) ist ein US-amerikanischer Wirtschaftswissenschaftler und Professor an der Universität Princeton.

## Leben
Avinash Dixit besuchte die Universität Bombay und schloss diese in den Fächer Mathematik und Physik 1963 mit einem Bachelor of Science ab. Daran schloss er ein Studium der Mathematik an der Universität Cambridge an, welches er mit dem Bachelor of Arts abschloss. Seinen Ph.D. erhielt Dixit weitere drei Jahre später für Wirtschaftswissenschaften am Massachusetts Institute of Technology, wo er drei Jahre als Research Assistant gearbeitet hatte. Später, 1972, 1977 und 1994, war er an diesem Institut als Gastprofessor tätig.
Nach der Promotion wechselte er als außerordentlicher Professor an die University of California, Berkeley und lehrte von 1970 bis 1974 am Balliol College der Universität Oxford. Parallel dazu hielt Dixit 1972 Vorlesungen als Gastprofessor am Massachusetts Institute of Technology. Nachdem er die Universität Oxford verlassen hatte, wurde er Professor für Wirtschaftswissenschaften an der Universität Warwick. 1980 wurde er Mitglied der Econometric Society, deren Präsident er 2001 war. 1981 wurde Avinash Dixit Professor für Wirtschaft und Internationale Beziehungen an der Universität Princeton. Ebenfalls 1981 wurde er Mitherausgeber des Bell Journal of Economics, was er bis 1983 blieb. 1990 bis 1994 war er erneut Mitherausgeber einer Zeitschrift, diesmal der Econometric Society Monograph Series. 1992 wurde er in die American Academy of Arts and Sciences gewählt, 1996 wurde ihm von der Norwegischen Handelshochschule der Ehrendoktortitel verliehen, 2005 wurde er in die National Academy of Sciences gewählt. Seit 2006 ist er korrespondierendes Mitglied der British Academy und seit 2010 gewähltes Mitglied der American Philosophical Society. Nachdem Dixit 2001 Präsident der Econometric Society war, folgte im Jahr darauf die Stellung als Vizepräsident der American Economic Association (AEA). 2009 leitete er die AEA dann als gewählter Präsident. Am 19. Juli 2007 erhielt er von der Universität Warwick einen Ehrendoktor für Rechtswissenschaften (Honorary Doctor of Laws)

## Wissenschaftliche Arbeit
Zusammen mit Barry Nalebuff übertrug Dixit das Modell der Spieltheorie von der Mathematik auf die Wirtschaftswissenschaften, die Politik und auch auf den Alltag. Das Buch dazu wurde bisher in zehn Sprachen übersetzt, darunter Deutsch, Chinesisch, Japanisch und Hebräisch. Dixit forschte ebenfalls zu prinzipal-agent-theoretischen Problemen der Diamantenindustrie.

## Werke
- Optimization in Economic Theory. Oxford 1976, ISBN 978-0198772101
- The Theory of Equilibrium Growth. Oxford 1976, ISBN 978-0198770817
- Theory of International Trade. A Dual, General Equilibrium Approach. zusammen mit Victor D. Norman, 1980, ISBN 0-521-29969-1
- The Art of Smooth Pasting. 1993, ISBN 978-0415269377
- Spieltheorie für Einsteiger. Strategisches Know-how für Gewinner. zusammen mit Barry J. Nalebuff, Stuttgart 1997, ISBN 3-7910-1239-8
  - englisches Original: Thinking Strategically. The Competitive Edge in Business, Politics, and Everyday Life. 1991
- Games of Strategy. zusammen mit Susan Skeath, 1999, ISBN 978-0393974218